# Bezirk Żabno
Bezirk Żabno – dawny powiat (Bezirk) kraju koronnego Królestwo Galicji i Lodomerii, funkcjonujący w latach 1854–1867. Siedzibą starostwa było miasteczko Żabno.

## Historia
Bezirk Żabno utworzono w ramach reformy uwłaszczeniowej z okresu Wiosny Ludów (1848–1849), która likwidowała jurysdykcję właściciela ziemskiego nad poddanymi. W Galicji, dominium – jako podstawowa jednostka administracyjna i filar systemu feudalnego straciło rację bytu. Konieczne stało się zatem wprowadzenie nowego systemu administracyjnego, którego zręby powstały w latach 1851–1855. Nowy trójstopniowy podział administracyjny objął 21 cyrkułów (niem. Kreise), 179 małych powiatów (niem. Bezirke) i ponad 6000 gmin (niem. Gemeinde). 
Bezirk Żabno objął obszar o wielkości 5,2 mil², zamieszkany przez 24.888 ludzi i podzielony na 64 gmin katastralnych, w tym jedno miasteczko  (Żabno). Wszedł w skład cyrkułu tarnowskiego, jako jeden z jego dziesięciu powiatów. Na północy powiat graniczył z Imperium Rosyjskim.
Po nadaniu Galicji autonomii oraz powołaniu samorządu gminnego i powiatowego w 1865 zlikwidowano cyrkuły (Kreise). Dotychczasowe małe powiaty (Bezirke) w liczbie 179, utrzymały się do 1867 roku, kiedy to w następstwie kolejnej reformy administracyjnej (23 stycznia 1867) zostały zastąpione przez 74 większych powiatów. Obszar zniesionego Bezirk Żabno wszedł wtedy w skład nowych powiatów dąbrowskiego i tarnowskiego (vide podział w tabeli poniżej).
Taki podział administracyjny doprowadził do powstania nielogicznej granicy między powiatami, skutkując utworzeniem trzech eksklaw powiatu dąbrowskiego na terenie powiatu tarnowskiego: 1) Zakirchale i Konary, 2) Laskówka, 3) Siedlec i Łęka – ta ostatnia znajdowała się wyjątkowo daleko, w pobliżu Radłowa. Nie wiadomo, czy był to błąd drukarski, czy rzeczywiście zamierzony podział, jednak już 19 czerwca 1867 roku wszystkie eksklawy zostały zlikwidowane. Stało się to poprzez włączenie Odporyszowa, Sieradzy i Fiuka do powiatu dąbrowskiego oraz Brnika i Żelazówki do powiatu tarnowskiego. W ten sposób powiat dąbrowski uzyskał ciągłość terytorialną z eksklawą Laskówki oraz Zakirchala (Konary przyłączono wówczas do powiatu tarnowskiego). Trzecia, najbardziej oddalona eksklawa – obejmująca Siedlec i Łękę – została w całości włączona do powiatu tarnowskiego.
1 maja 1886 roku dokonano kolejnej korekty przebiegu granicy w rejonie Żabna, mającej na celu uniknięcie rozdzielenia zwartych skupisk osadniczych. W ramach tej zmiany do powiatu dąbrowskiego włączono Żabno, Podlesie, Niecieczę oraz – ponownie – Konary. Po tej korekcie linia graniczna między powiatami została ostatecznie wyrównana.

## Podział administracyjny (1854)
| Lp. | Gmina jednostkowa             | Powierzchnia | Ludność | Powiat w 1867 po zniesieniu |
| --- | ----------------------------- | ------------ | ------- | --------------------------- |
| 1   | Żabno (m) z Przedmieściem     | 1415         | 1117    | tarnowski                   |
| 2   | Zakirchale                    | 68           | 96      | dąbrowski                   |
| 3   | Konary                        | 625          | 347     | dąbrowski                   |
| 4   | Kobierzyn                     | 1500         | 786     | tarnowski                   |
| 5   | Laskówka i Chorążec           | 1035         | 487     | dąbrowski                   |
| 6   | Partyń i Łęg                  | 2240         | 1313    | tarnowski                   |
| 7   | Bobrowniki Małe z Dobczycami  | 1225         | 555     | tarnowski                   |
| 8   | Bobrowniki Wielkie z Jurkowem | 765          | 264     | tarnowski                   |
| 9   | Siedlec                       | 670          | 244     | dąbrowski                   |
| 10  | Łęka Siedlecka                | 670          | 128     | dąbrowski                   |
| 11  | Bolesław                      | 900          | 514     | dąbrowski                   |
| 12  | Kanna                         | 950          | 394     | dąbrowski                   |
| 13  | Pawłów i Strojców             | 385          | 226     | dąbrowski                   |
| 14  | Świebodzin i Koziarówka       | 910          | 262     | dąbrowski                   |
| 15  | Czyżów                        | 203          | 68      | dąbrowski                   |
| 16  | Bugaj                         | 610          | 52      | dąbrowski                   |
| 17  | Pasieka                       | 610          | 338     | dąbrowski                   |
| 18  | Tonie, Błonie i Brzeźnica     | 725          | 337     | dąbrowski                   |
| 19  | Adamierz                      | 2225         | 198     | dąbrowski                   |
| 20  | Dąbrówka                      | 2225         | 100     | dąbrowski                   |
| 21  | Gorzyce                       | 2225         | 487     | dąbrowski                   |
| 22  | Ilkowice, Rudno i Sanoka      | 935          | 383     | tarnowski                   |
| 23  | Łukowa                        | 1615         | 620     | tarnowski                   |
| 24  | Biskupice                     | 570          | 176     | dąbrowski                   |
| 25  | Zawierzbie                    | 570          | 125     | dąbrowski                   |
| 26  | Borusowa                      | 750          | 396     | dąbrowski                   |
| 27  | Hubenice                      | 555          | 296     | dąbrowski                   |
| 28  | Kozłów                        | 500          | 204     | dąbrowski                   |
| 29  | Kuzie                         | 990          | 90      | dąbrowski                   |
| 30  | Podlipie                      | 990          | 331     | dąbrowski                   |
| 31  | Samocice i Łęka               | 1150         | 797     | dąbrowski                   |
| 32  | Strojców                      | 200          | 142     | dąbrowski                   |
| 33  | Glów                          | 1100         | 145     | tarnowski                   |
| 34  | Niedomice                     | 1100         | 338     | tarnowski                   |
| 35  | Pawęzów                       | 970          | 477     | tarnowski                   |
| 36  | Goruszów                      | 2157         | 133     | dąbrowski                   |
| 37  | Janikowice                    | 2157         | 163     | dąbrowski                   |
| 38  | Otfinów                       | 2157         | 541     | dąbrowski                   |
| 39  | Pierszyce                     | 2157         | 184     | dąbrowski                   |
| 40  | Sikorzyce                     | 540          | 336     | dąbrowski                   |
| 41  | Olesno                        | 1550         | 574     | dąbrowski                   |
| 42  | Ćwików                        | 1910         | 746     | dąbrowski                   |
| 43  | Nieciecza                     | 900          | 345     | tarnowski                   |
| 44  | Odporyszów                    | 762          | 551     | tarnowski                   |
| 45  | Podlesie                      | 660          | 66      | tarnowski                   |
| 46  | Sieradza                      | 1880         | 372     | tarnowski                   |
| 47  | Fiuk                          | 1880         | 155     | tarnowski                   |
| 48  | Bieniaszowice                 | 500          | 200     | dąbrowski                   |
| 49  | Gręboszów                     | 900          | 375     | dąbrowski                   |
| 50  | Gręboszowska Wola             | 700          | 353     | dąbrowski                   |
| 51  | Karsy                         | 510          | 301     | dąbrowski                   |
| 52  | Lubiczko                      | 605          | 272     | dąbrowski                   |
| 53  | Pałuszyce                     | 510          | 283     | dąbrowski                   |
| 54  | Siedliszowice                 | 880          | 497     | dąbrowski                   |
| 55  | Ujście Jezuickie              | 680          | 497     | dąbrowski                   |
| 56  | Lisia Góra                    | 3270         | 1887    | tarnowski                   |
| 57  | Śmigno                        | 1090         | 576     | tarnowski                   |
| 58  | Wielopole i Borek             | 1715         | 534     | dąbrowski                   |
| 59  | Bobrek i Bucze                | 1715         | 534     | dąbrowski                   |
| 60  | Kłyż                          | 830          | 286     | dąbrowski                   |
| 61  | Pilcza                        | 675          | 408     | dąbrowski                   |
| 62  | Zalipie                       | 1490         | 680     | dąbrowski                   |
| 63  | Żelichów                      | 1049         | 398     | dąbrowski                   |
| 64  | Żelichowska Wola              | 620          | 440     | dąbrowski                   |

Objaśnienie:
(M) = miasto; (m) = miasteczko